# Neuroleon lodwarinus
Neuroleon lodwarinus är en insektsart som först beskrevs av Navás 1936.  Neuroleon lodwarinus ingår i släktet Neuroleon och familjen myrlejonsländor. Inga underarter finns listade i Catalogue of Life.